# 마부

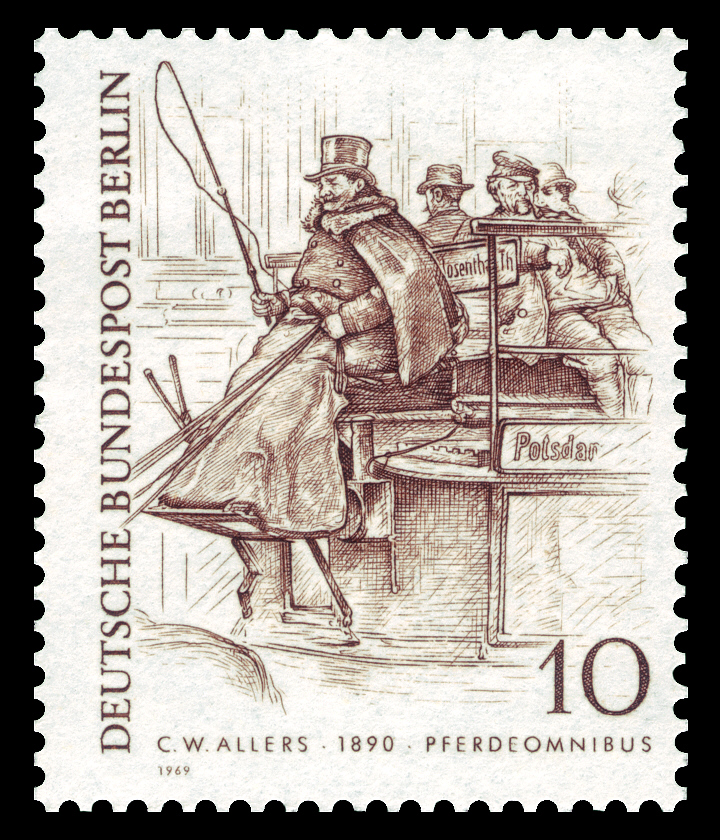

마부(馬夫)는 말을 몰며 마차를 모는 직업이다. 자동차 등장 이후 이 직업은 역사속으로 사라졌다.